# Дзельква пильчатая
Дзельква пильчатая, или дзельква японская (лат. Zelkova serrata) — вид рода Дзельква (Zelkova) семейства Вязовых аборигенный вид в Японии, Корее, восточном Китае и на Тайване. Её часто выращивают как декоративное дерево и используют в бонсай. Есть две разновидности: Zelkova serrata var. serrata в Японии и материковой части Восточной Азии и Zelkova serrata var. tarokoensis (Hayata) Li на Тайване, который отличается от вида более мелкими листьями с менее глубокими зазубринами по краям.
В Азии его называют серый вяз, японский вяз, кэяки (яп. 欅 (ケヤキ)), цуки (яп. 槻 (ツキ)); кит. трад. 櫸樹, упр. 榉树, пиньинь jǔshù, кор. 느티나무 neutinamu.

## Описание
Дзельква пильчатая — листопадное дерево среднего размера, обычно достигающее 30 м (98 футов) в высоту. Оно характеризуется коротким стволом, разделяющимся на множество прямостоячих и раскидистых ветвей, образующих широкую крону с округлой вершиной. Дерево быстро растёт в молодом возрасте, хотя скорость роста замедляется до среднего в среднем возрасте и зрелости.
У него поочерёдно расположенные листья, вырастающие до 5 см в длину и ширину. Сами листья простые, от яйцевидных до продолговато-яйцевидных с зазубренными или городчатыми краями, которым дерево обязано своим специфическим эпитетом serrata . Листья заостренные или верхушечные, у основания округлые или почти сердцевидные, содержат 8-14 пар жилок. Листья шероховатые сверху и голые или почти голые с нижней стороны. Они от зелёного до тёмно-зелёного весной и в течение всего лета, а осенью становятся жёлтыми, оранжевыми и красными. Черешки длиной 2-5 см.
Дзельква пильчатая — однодомное растение. Оно развивает цветы весной с листьями. Почки яйцевидные, остроконечные, с множеством черепитчатых, тёмно-коричневых чешуек. Они расходятся под углом 45 градусов от стебля. Тычиночные цветки на коротких цветоножках диаметром около 3 мм собраны в пазухах нижних листьев. Пестичные цветки одиночные или немногочисленные в пазухах верхних листьев, сидячие, обычно около 1,5 мм в диаметре. Цветки жёлто-зелёные, неброские, собраны в плотные группы вдоль новых стеблей. Они дают начало маленьким, яйцевидным, бескрылым костянкам, которые созревают с конца лета до осени. Костянка зелёная, при созревании становится коричневой, почти сидячая и 2,5-3,5 мм в диаметре.
Чтобы идентифицировать дзелькву пильчатую, нужно искать короткий основной ствол, низкое ветвление и вазообразный габитус. Веточки тонкие, с маленькими темными коническими почками в зигзагообразном узоре. Ветви обычно голые. Кора от серовато-белого до серовато-коричневого цвета, либо гладкая с чечевицами, либо отслаивающаяся пятнами, обнажающая оранжевую внутреннюю кору. Веточки от коричневато-фиолетовых до коричневых.

## Выращивание
Это дерево требует полного или частичного солнца и предпочитает влажные, хорошо дренированные почвы. Удобрение, богатое калием и азотом, стимулирует рост новых растений и цветочных почек. Он адаптируется и устойчив к жаре, небольшому количеству воды, бедным питательными веществами почвам и различному pH. Его следует периодически прореживать, чтобы внутрь кроны проникал свет. Zelkova Serrata размножают семенами, укоренёнными стеблевыми черенками и прививкой. Семена прорастают без предварительной обработки, хотя процент прорастания лучше при стратификации 5 °C в течение 60 дней. Поскольку для прорастания требуется стратификация, семена лучше всего сеять в начале года. Чтобы обеспечить выживание, может потребоваться посадить дерево в горшки и вырастить его в теплице в течение первой зимы. Онj может быть повторно интродуцировано в её постоянную среду обитания после последних заморозков.

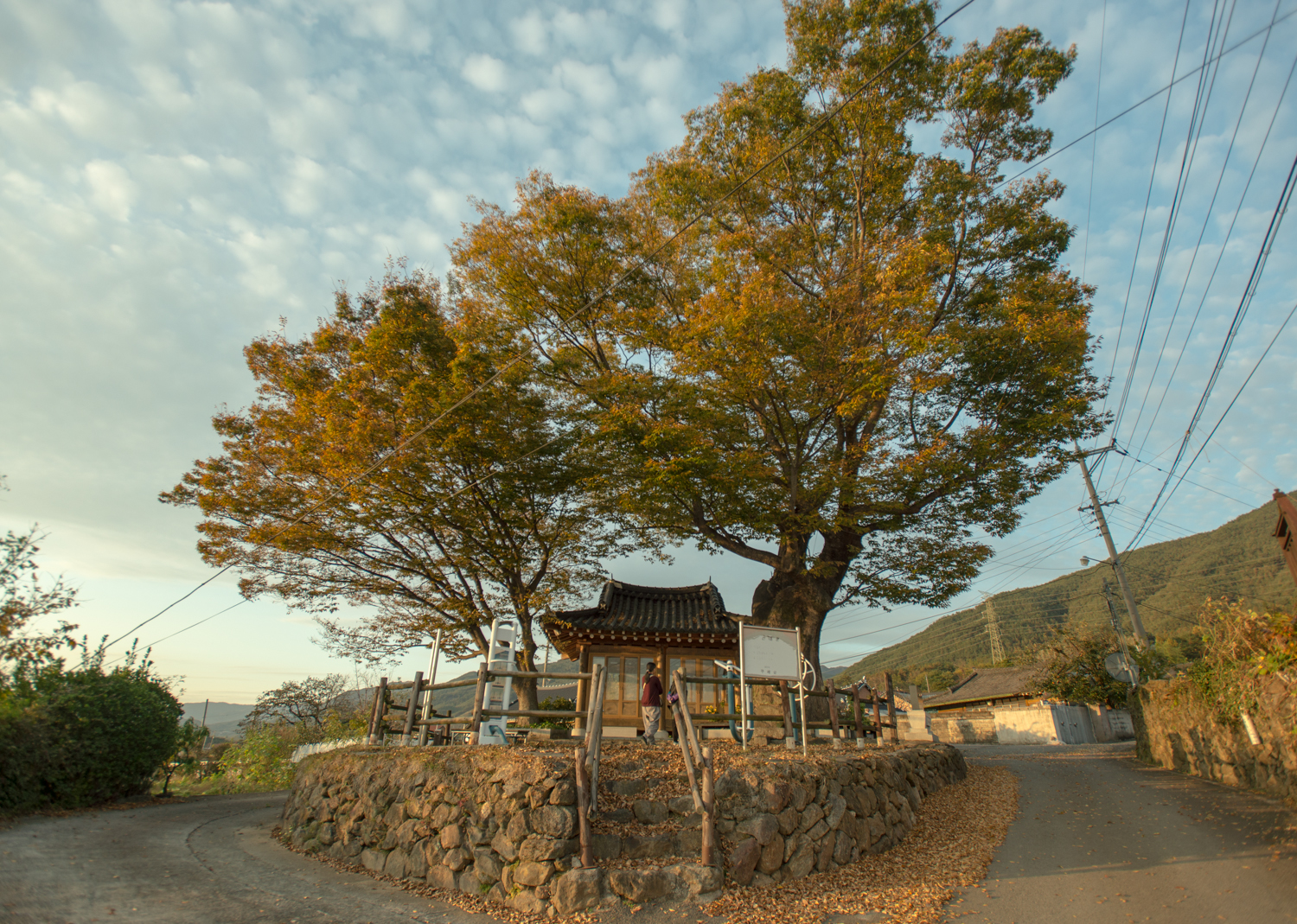
Зелкова «Дангсан Наму» в деревне Сухан, Сувол-ри, Гурье-гун, Корея.

## В корейской культуре
В Корее дзельква пильчатая с древних времён считалась символом защиты деревень, и её до сих пор можно найти посаженной в центральных точках городов, посёлков и деревень по всей стране. Деревья часто стоят рядом с небольшими павильонами, служащими как затененными неформальными местами сбора, так и местами для традиционных ритуалов и церемоний, включающих молитвы и подношения дереву. По оценкам, возраст самых старых из этих деревьев превышает 1000 лет, и они охраняются корейским законодательством как памятники природы. В 2013 году Корейский научно-исследовательский институт леса объявил о проекте по клонированию дзельквы, сосны и гинкго, которые признаны памятниками природы, чтобы их родословная не была потеряна в случае стихийного бедствия или смерти из-за возраста.

## Угрозы

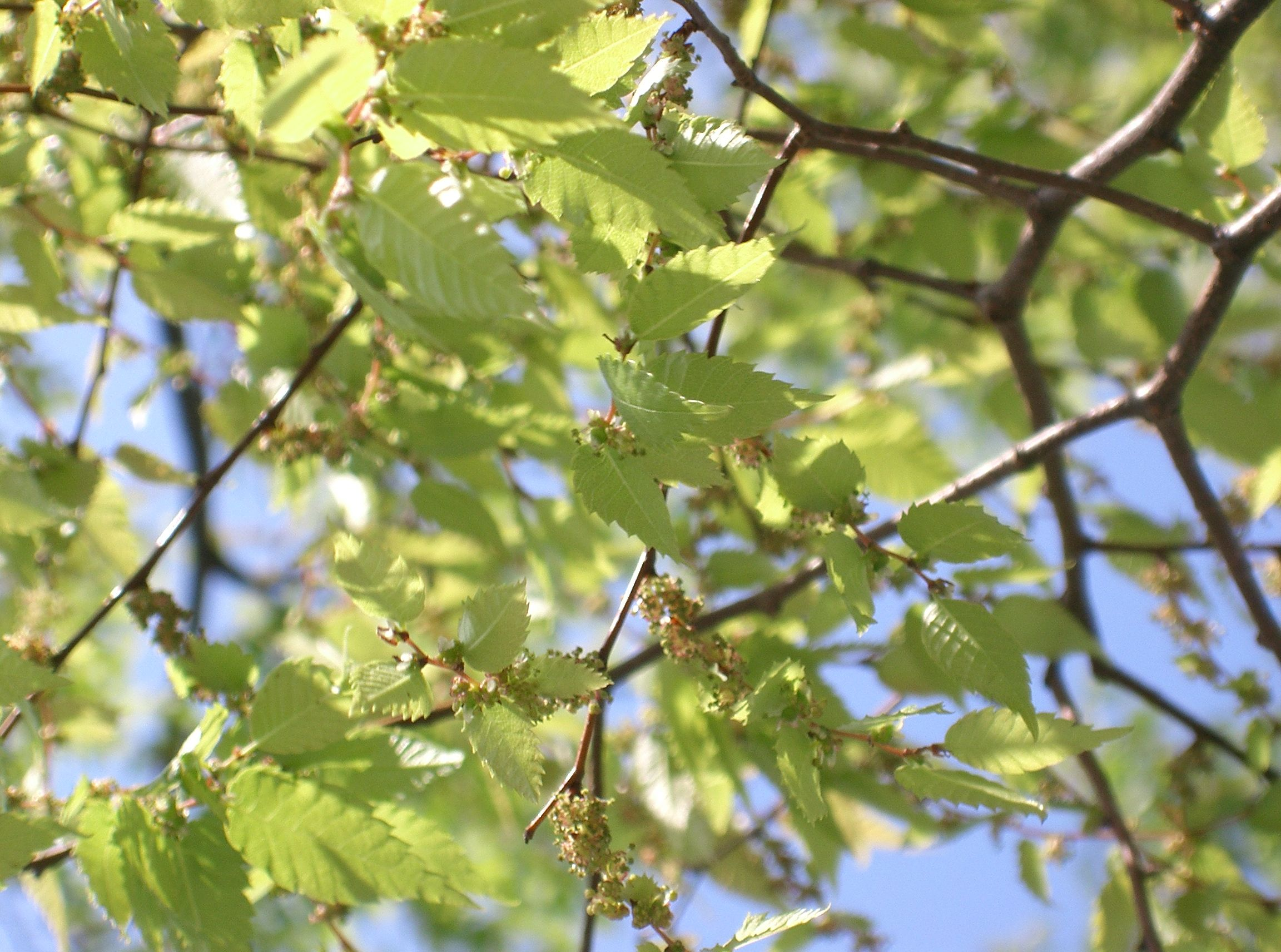
Листва и цветы весной

Угрозы для этого дерева включают более низкие температуры, которые часто приводят к отмиранию веток. Он обладает высокой устойчивостью к болезни голландского вяза, что делает его хорошей заменой американскому вязу. Zelkova serrata внешне похож на вяз, но его можно отличить по некрылатым плодам и листьям, которые скорее симметричны, чем неровны у основания. Zelkova serrata также проявляет хорошую устойчивость к вязовому листоеду и японскому жуку .
Дерево подвержено грибку Griphosphaerioma zelkovicola, который впервые был обнаружен в Японии на коре деревьев Zelkova serrata в 2003 году.

## Выращивание и использование

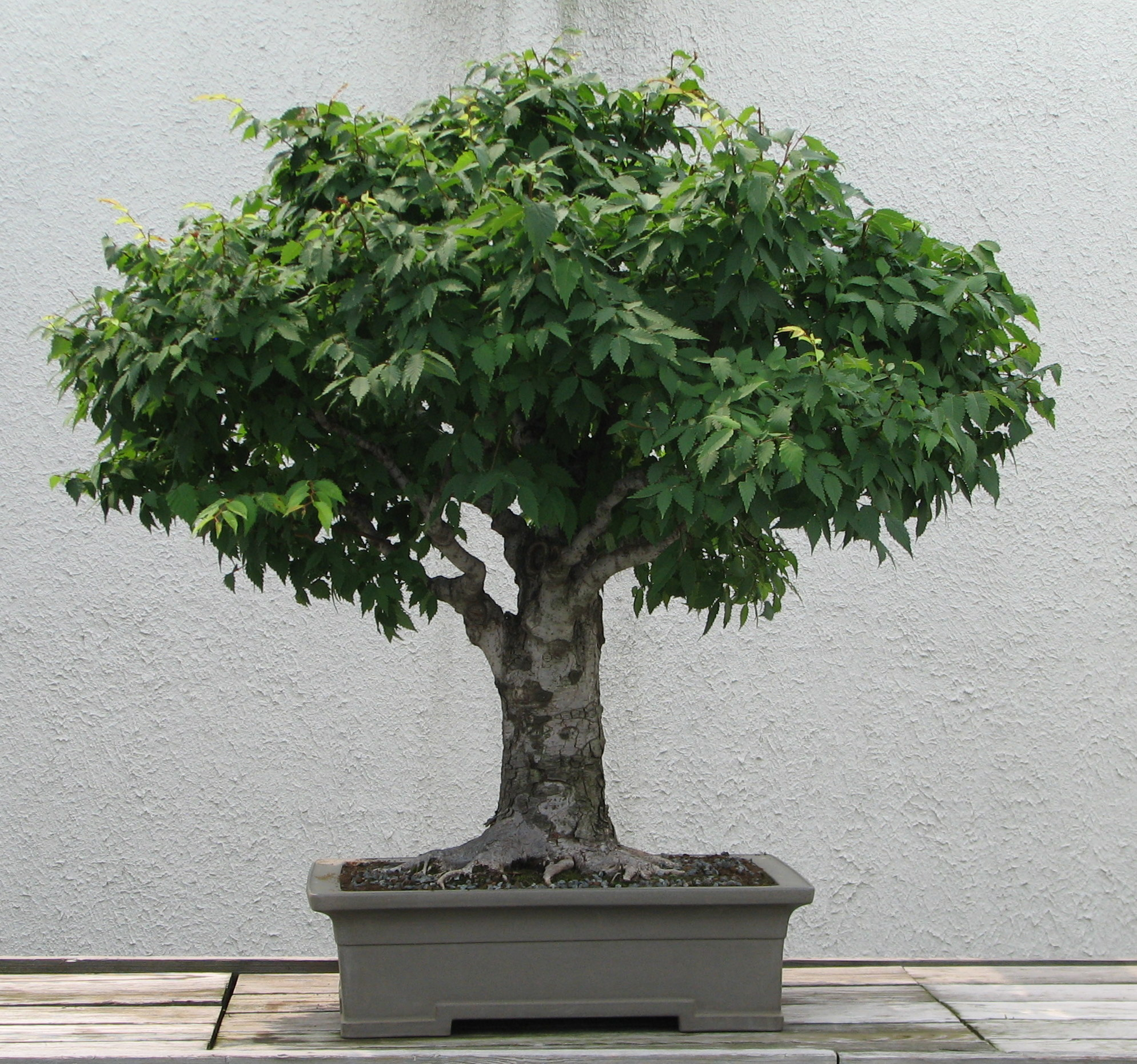
Бонсай Zelkova serrata из Национального дендрария США.

Zelkova serrata высаживают как солитерное или парковое дерево из-за его привлекательной коры, цвета листьев и формы вазы. Оно обеспечивает хорошую тень и легко чистится осенью. Оно также широко используется для выращивания бонсай: его привлекательная форма и цвета делают его популярным выбором для искусства. Его часто выращивают как декоративное дерево как на родине, так и в Европе и Северной Америке. Первое выращивание за пределами Азии было осуществлено Филиппом Францем фон Зибольдом, который завёз его в Нидерланды в 1830. Недавно его посадили как «уличное дерево» в Нью-Йорке. В Великобритании оно получило награду Королевского садоводческого общества за заслуги перед садом.

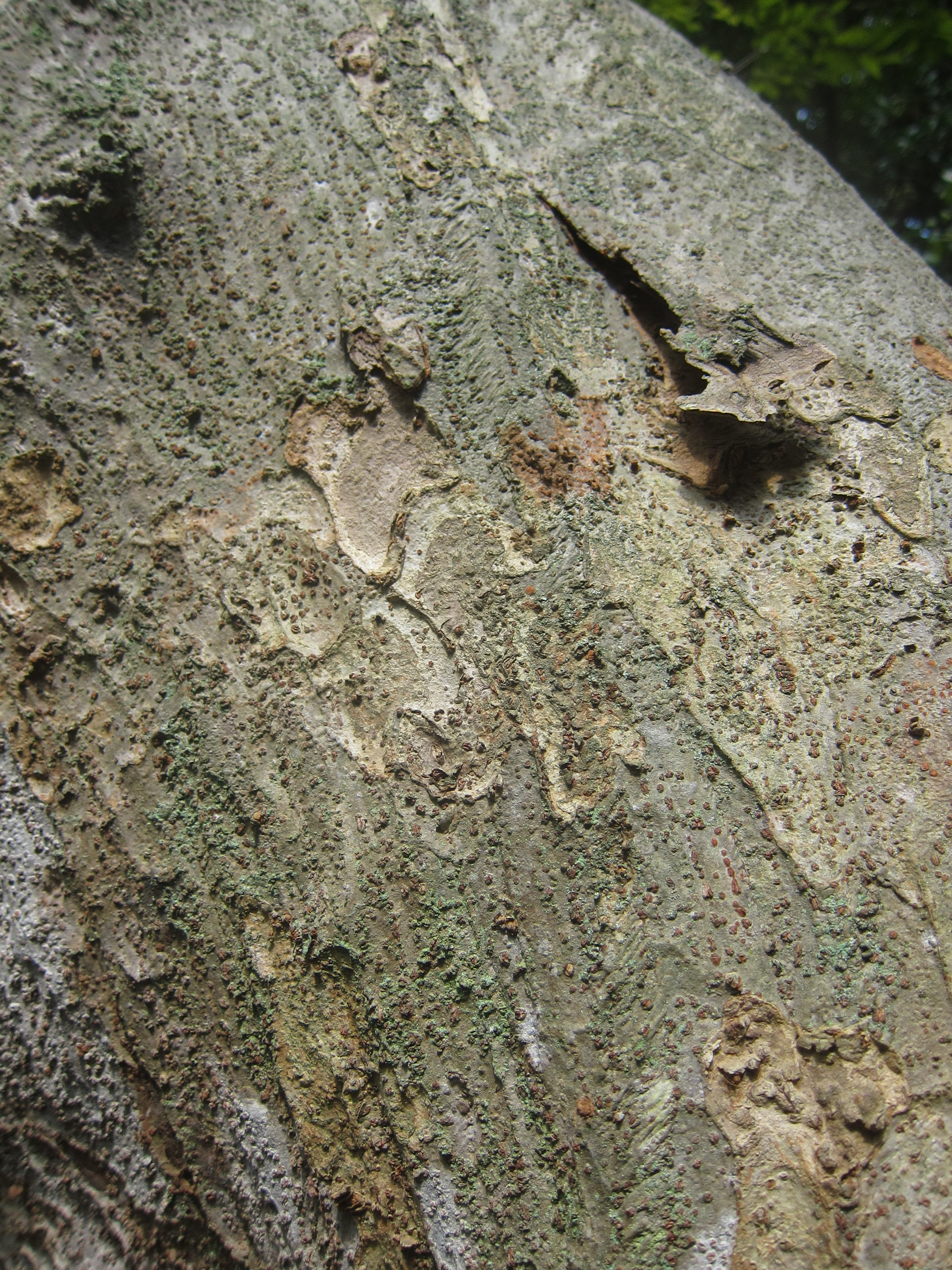
Кора зрелой дзельквы японской

Оно гибридизируется с Zelkova carpinifolia в Европе, гибрид получил название Zelkova × verschaffeltii.
Древесина дзельквы ценится в Японии и часто используется для изготовления мебели, такой как тансу, а также считается идеальной древесиной для создания барабанов тайко.
Дерево является символом ряда японских городов и префектур: префектуры Сайтама, префектуры Мияги, префектуры Фукусима, Фукусима-ши, Абико-ши, Тачикава-ши, Йокогама-ши, города Матида в округе Токио, города Такацуки и других.
Согласно данным, исследованным Корейской лесной службой в 1989 году, наибольшее количество деревьев старше 500 лет составляли экземпляры Zelkova serrata, среди которых более десяти были зарегистрированы как памятники природы Кореи.

## Поставщики
В Соединенном Королевстве в списке Plantfinder Королевского садоводческого общества в настоящее время перечислены 38 поставщиков чистых видов и связанных с ними сортов.

## Галерея

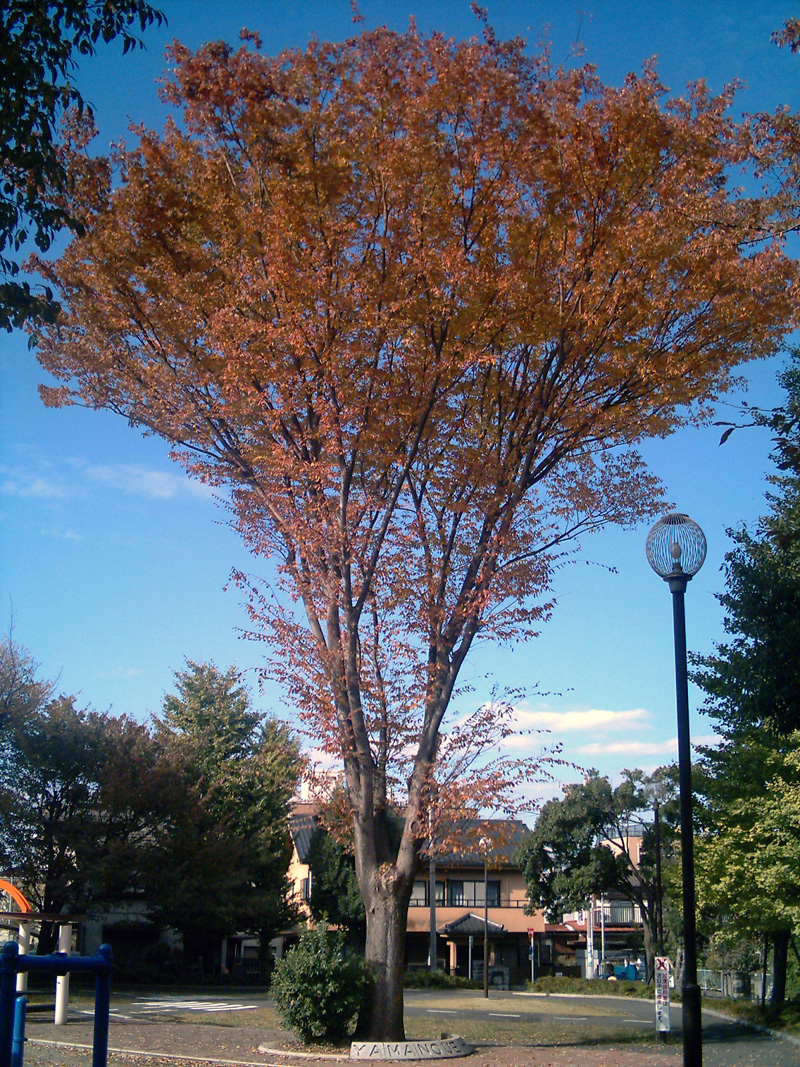
Осенняя окраска листвы в ноябре, Сайтама, Япония
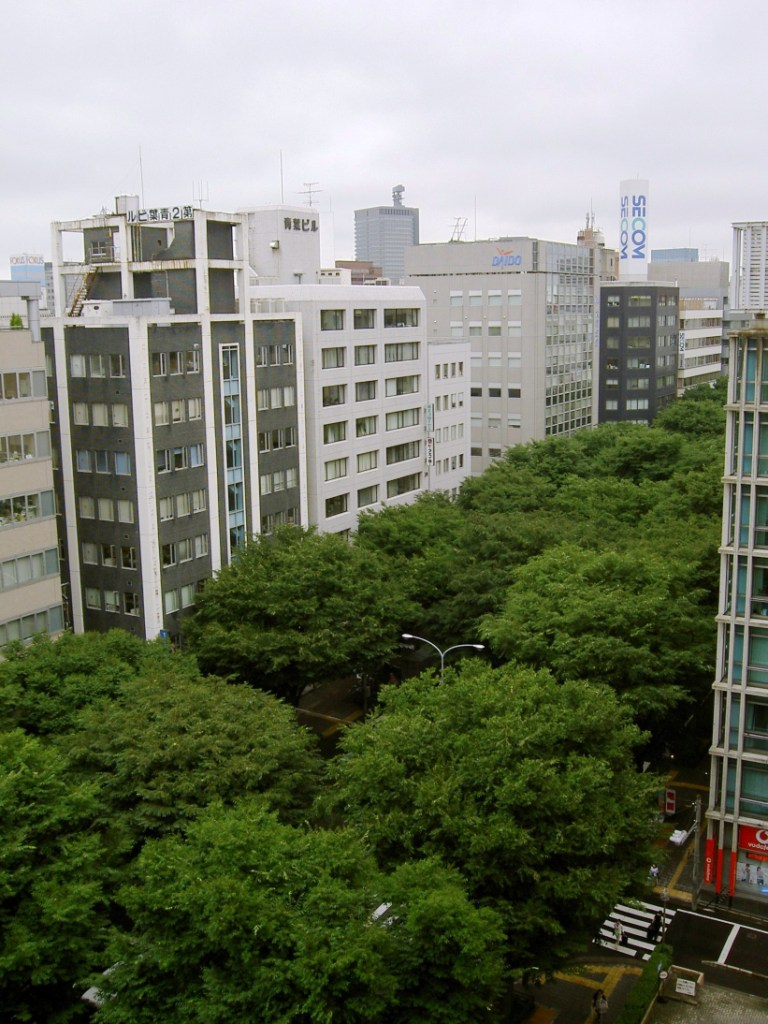
Аллея в Сендае, Япония
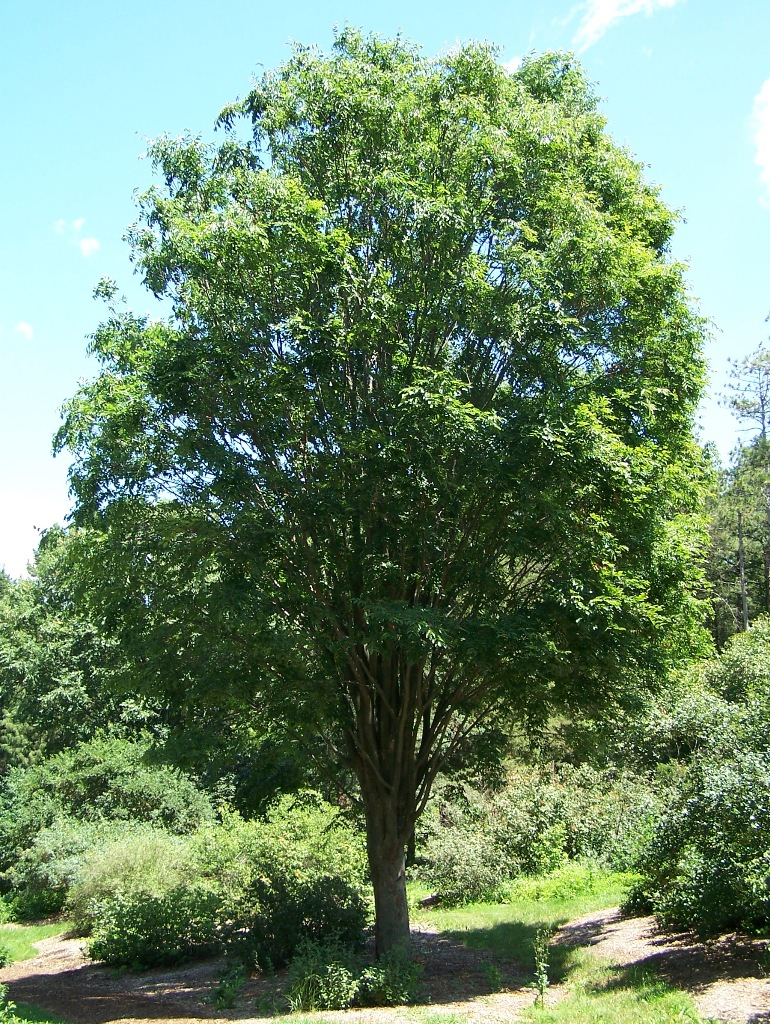
Дерево в Мортонском дендрарии acc. 10-54-1
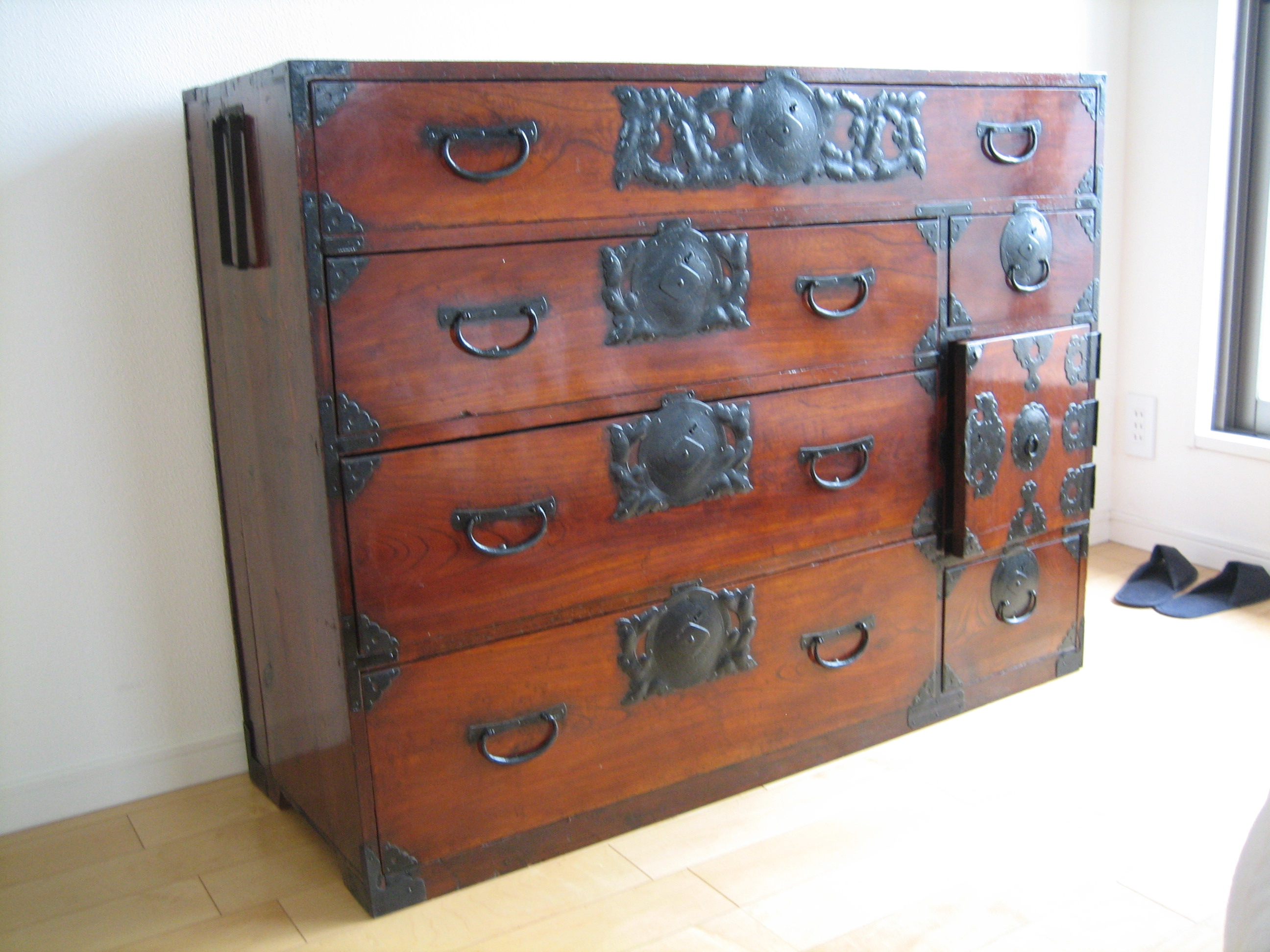
Японский сэндай-дансу для хранения кимоно, изготовленный из древесины дзельквы
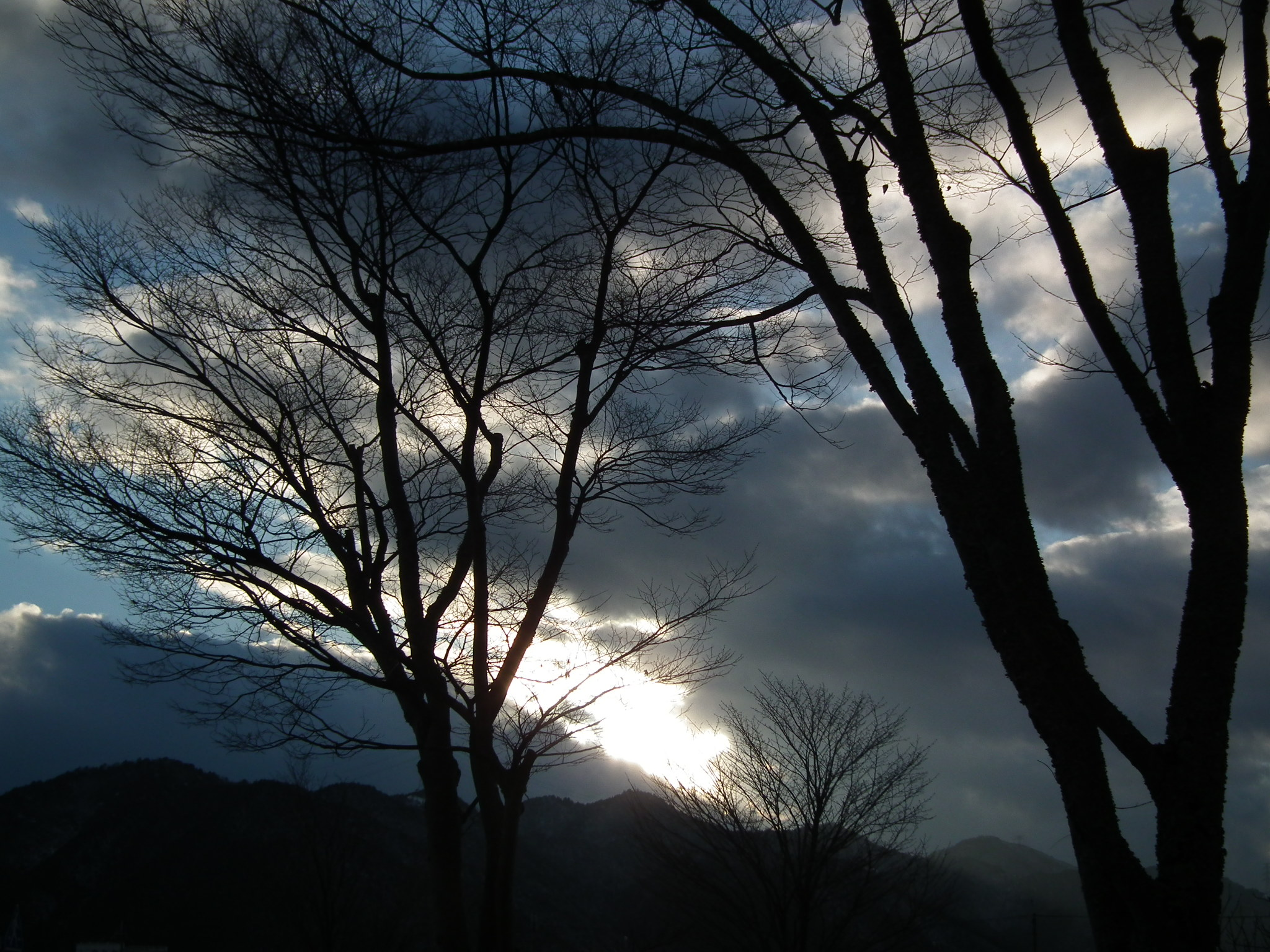
Дерево зимой в Тамба-Сасаяме, Хиого, Япония
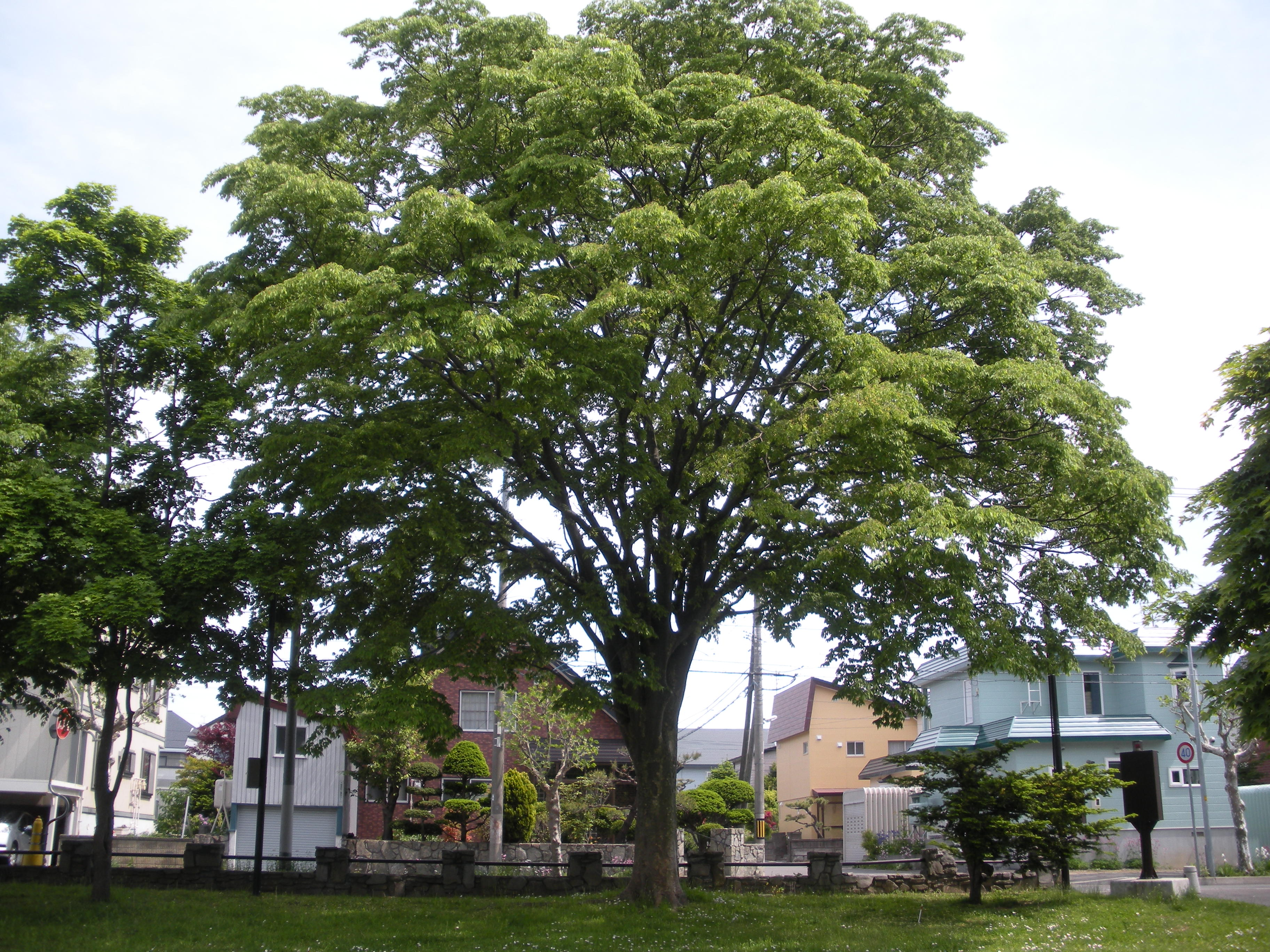
Общий вид взрослого растения